# Károly Bartha (Politiker)

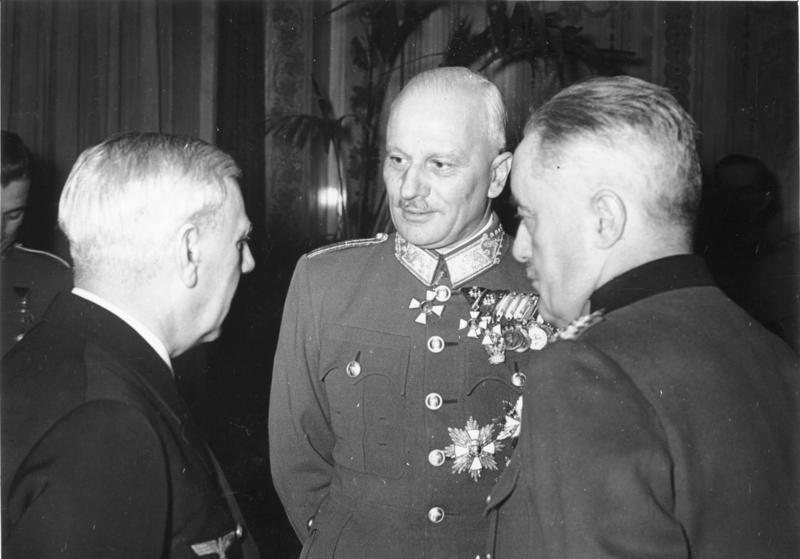
Der ungarische Verteidigungsminister Károly Bartha (Mitte) mit Edmund Glaise-Horstenau (rechts) und mit Wilhelm Canaris (links) am 23. Januar 1941

Vitéz Károly Bartha von Dálnokfalva (* 18. Juni 1884 in Budapest, Österreich-Ungarn; † 22. November 1964 in Linz, Österreich) war ein ungarischer Offizier und Politiker. Er war von November 1938 bis September 1942 Verteidigungsminister Ungarns.

## Leben
Bartha absolvierte eine Offiziersausbildung und fand nach deren Abschluss verschiedene Verwendungen als Offizier und Stabsoffizier. Im Ersten Weltkrieg hatte er Kommandos in Budapest und Triest inne. 1919 kämpfte er in Folge der Nachkriegswirren gegen die Tschechoslowakische und die rumänische Armee. Nach dem Fall der ungarischen Räterepublik schloss er sich der nationalen Armee unter Miklós Horthy an. Er war zwischen dem 1. Dezember 1924 und August 1932 Inspekteur der Technischen Truppen des Heeres und wurde in dieser Funktion am 1. Mai 1930 zum Generalmajor befördert. Danach war er von August 1932 bis zum 1. Januar 1936 Leiter der Nachschubabteilung des Verteidigungsministeriums sowie zwischen dem 1. Januar 1936 und dem 15. November 1938 Leiter der Militärischen Abteilung des Verteidigungsministeriums. Als solcher wurde er am 1. Mai 1936 auch zum Generalleutnant befördert und fungierte zuletzt auch als stellvertretender Verteidigungsminister.
Nach seiner Beförderung zum General am 1. November 1938 löste er am 15. November 1938 General Jenő Rátz als Verteidigungsminister (Magyarország honvédelmi miniszter) ab und übte dieses Amt bis zum 24. September 1942 aus, woraufhin General Vilmos Nagy seine Nachfolge antrat.